# IAR 330
IAR 330 je dvomotorni višenamjenski helikopter odnosno rumunjska licencna kopija francuskog izvornika Aérospatiale Puma. Dosad je proizvedeno oko 160 helikoptera od čega je njih 24 nadograđeno na standard IAR 330L SOCAT u suradnji s izraelskom tvrtkom Elbit Systems.

## Dizajn i razvoj
Rumunjska je unatoč članstvu u Varšavskom paktu i Savjetu za uzajamnu ekonomsku pomoć nastojala u određenoj mjeri biti neovisna od Sovjetskog Saveza. Tako se zemlja umjesto kupnje sovjetskih letjelica odlučila na kupnju licence francuskog helikoptera Aérospatiale Puma i to 30. srpnja 1974. Prvi proizvedeni helikopter (pod oznakom IAR 330H) poletio je 22. listopada 1975. IAR 330 je višenamjenski helikopter te osim kao transportni može poslužiti i kao jurišni ili mornarički helikopter te gunship (naoružan teškim topovima). Sama gunship inačica (330L SOCAT) ima montirani 20 mm top, dvije strojnice kalibra 7,62 na bokovima, po dva protutenkovska X-5 projektila te četiri 57/70 mm nenavođene rakete (prema Nato standardu). Kao opcija, helikopter može biti naoružan zrak-zrak raketama.
Helikopter pokreću dva Turboméca Turmo IV-CA motora od čega je svaki snage 1.160 kW (također se licencno proizvode u Rumunjskoj). Ako zakaže jedan ili oba motora, golemi rotor s četiri lopatice može se pokretati preostalom snagom koja je ostala u turbini ili autorotacijom. Gorivo je pohranjeno u četiri glavna spremnika te jedan pomoćni spremnik smješten ispod teretnog odjela. Kočioni sustav uključuje hidraulične diferencijalne disk kočnice te parkirnu kočnicu s ručicom.
Osim za potrebe domaće vojske koja je bila primarni korisnik, helikopteri su izvoženi i u Pakistan, Obalu Bjelokosti, UAE te druge zemlje.

## Inačice
- IAR 330H: prvotna inačica koja je poletjela krajem listopada 1975.
- IAR 330L: modernizirana inačica prethodnog modela.
- IAR 330L SOCAT: nadograđena inačica opremljena novim modelom avionike i sustavom naoružanja. Taj program su tijekom 1990-ih pokrenule rumunjske zračne snage s ciljem modernizacije IAR 330L. Kao kooperant odabrana je izraelska tvrtka Elbit Systems koja je svojim vojnim elektroničkim sustavima modernizirala 24 helikoptera. Prvi takav modernizirani helikopter poletio je u svibnju 1998.
- IAR 330M Nato: nadograđena transportna inačica koja se osim vojnog transporta može koristiti i za potrebe potrage i spašavanja te medicinskog transporta. Helikopteri su opremeljeni SOCAT avionikom te komunikacijskim sustavom koji je NATO kompatibilan.
- IAR 330 NAVAL: modernizirana inačica modela IAR 330L odnosno mornarička inačica čiji je razvoj započeo 2005. a predstavljen je u siječnju 2007.
- IAR 330SM: izvozni model namijenjen UAE-u.
- IAR 330VIP: VIP konfiguracija s luksuznim sjedalima, LED rasvjetom i sustavom za zabavu.

## Korisnici
- Rumunjska: preko stotinu helikoptera je proizvedeno za potrebe rumunjskih zračnih snaga i ratne mornarice.[1] Kopnena jurišna inačica je naoružana protutenkovskim Spike-ER projektilima dok su mornarički modeli stacionirani na fregatama.[1]
- Ekvador[1]
- Libanon: u službi libanonskih zračnih snaga su helikopteri iz serije IAR 330SM koji su nekad bili u službi ratnog zrakoplovstva UAE-a.[3]
- Obala Bjelokosti:[1] četiri 330L je isporučeno 2003.[3]
- Pakistan:[1] pakistanska vojska.[4] Prva četiri modela 330L su dostavljeni u svibnju 1983.[3]
- Sudan[1]
- Ujedinjeni Arapski Emirati:[1] u službi je 35 helikoptera 330SM.[5]

## Galerija
- Gunship inačica IAR 330L SOCAT.
- Gunship inačica IAR 330L SOCAT (2).
- Mornarička inačica IAR 330 NAVAL.
- IAR 330M Nato inačica namijenjena medicinskom transportu.

## Tehničke karakteristike (IAR 330L)
Izvori podataka: 
Osnovne karakteristike
- posada: 3
- dužina: 15 m
- raspon krila: 3,38 m
- promjer rotora: 16,2 m
- visina: 4,6 m

Letne karakteristike
- najveća brzina: 276 km/h
- dolet: 592 km
- brzina penjanja: oko 11,2 m/sek.
- najveća visina leta: 6.000 m
- motor: 2× Turboméca Turmo IV-CA turbomlazni motori

Naoružanje
- naoružanje:
- Top: 1× 20 mm top
- Strojnica:
  - 2× 7,62 mm strojnice
- Projektili:
  - 2× X-5 (protutenkovski projektili)
  - 4× 57/70 mm rakete (nenavođeni projektilI)

## Vidjeti također
- Aérospatiale Puma: francuski izvornik
- IAR 316: također rumunjska licencna kopija